# Anne Tyler
Anne Tyler (Minneapolis, 25 de octubre de 1941) es una novelista estadounidense, autora de una veintena de libros. Ha sido galardonada con el Premio Pulitzer.

## Trayectoria
Nacida en Minneapolis, Minnesota, Anne Tyler es hija de un químico pacifista y una trabajadora social, ambos cuáqueros; fue la mayor de cuatro hermanos (los otros, varones). Vivió y creció en una comunidad cuáquera de Raleigh, Carolina del Norte.
Se licenció los 19 años en la Universidad de Duke, y completó luego en Nueva York sus estudios haciendo una licenciatura de lengua y literatura rusa en la Universidad de Columbia. Trabajó como bibliotecaria después de mudarse a Maryland.
En 1963, Tyler se casó con el psiquiatra y novelista iraní Taghi Mohammad Modarressi, con quien tuvo dos hijas, Tezh y Mitra (la segunda es dibujante). Tyler vive en Baltimore, Maryland, desde 1967, lugar que ambienta la mayoría de sus novelas desde entonces. Modarressi falleció en 1997, lo que en parte pesará en su novela tardía El hombre que dijo adiós (2011).
Tyler publicó su primera novela, Al caer el día en 1964, a los veintitrés años; y enseguida The Tin Can Tree (1965), consolidando una carrera literaria en valiosas revistas estadounidenses.
Empezó a mostrar la ciudad de Baltimore en A Slipping-Down Life (1970), que dice haber escrito al encontrarse aislada en su casa con una hija pequeña.
El tránsito de Morgan (1980) es un denso relato, originalísimo y sorprendente. Y con Dinner at the Homesick Restaurant (1982), su mejor novela a juicio de la propia autora, fue finalista de los premios Pulitzer y PEN/Faulkner en 1983; logró ser ya muy conocida.
Con su novela Ejercicios respiratorios (1988) recibió el Premio Pulitzer en 1989. Y su aceptado por todos El turista accidental fue galardonado con el premio del National Book Critics Circle en 1985 y fue finalista del Premio Pulitzer en 1986. Se adaptó para cine en 1988, en un film protagonizado por William Hurt y Geena Davis.
En el siglo XXI su escritura sigue culminando con varias obras maestras, como Cuando éramos mayores (2001) o El matrimonio amateur (2004), así como La brújula de Noé (2007), en la que esencializa su relato.
Con El hombre que dijo adiós, son diecinueve sus novelas, y ella considera en ocasiones que alguna de las primeras son insuficientes.
Ha editado, además, tres antologías: The Best American Short Stories 1983, Best of the South, y Best of the South: The Best of the Second Decade.

## Balance
Joyce Carol Oates ha destacado las dobles vueltas de una memoria acumulativa que se halla presente en los protagonistas de sus mejores narraciones. Sus libros exaltan el heroísmo singular de algunos personajes así como sus fracasos, en una escala reducida, durante episodios de la vida doméstica de sus próximos y de ellos mismos (en los que predominan los varones).
Tyler es conocida por varias de sus novelas (algunas se convierten en superventas), pero no acepta reportajes y muy rara vez acude a giras de promoción, ni hace apariciones públicas. En cambio, Tyler hizo una vez una entrevista a Eudora Welty, la escritora sureña a la que más admira (como se percibe bien en El tránsito de Morgan). Pero también aprendió ruso, por provocación y por afición, ya que le gusta «la pureza y claridad» tanto de Chejov como de Tolstoi (del que suele releer Anna Karenina).
Acaso por su educación inicial cuáquera, no teme al silencio, rasgo que la define en buena medida. «No soy religiosa, pero esto me ha influido muchísimo, probablemente más de lo que yo misma creo. Estas comunidades estaban muy aisladas, en medio de la naturaleza, y esto te enseña a sentirte fuera. Nunca había hablado por teléfono hasta que salí de allí. Pero ello de ser un extraño es algo muy útil para un escritor, porque miras al mundo con distancia y te sorprende un poco más que a los demás [declaraba en 2013]. Además, me ayudó a tener ese sentido de receptividad, esa actitud de que me siento callada y dejo que la historia llegue cuando quiera».

## Obra

### Novelas
- Si llega a amanecer (If Morning Ever Comes, 1964)
- The Tin Can Tree (1965)
- Cuesta abajo (A Slipping-Down Life, 1970)
- The Clock Winder (1972)
- Celestial Navigation (1974)
- Buscando a Caleb (Searching for Caleb, 1975)
- Earthly Possessions (1977)
- El tránsito de Morgan (Morgan's Passing, 1980)
- Reunión en el restaurante nostalgia (Dinner at the Homesick Restaurant, 1982)
- El turista accidental (The Accidental Tourist, 1985)
- Ejercicios respiratorios (Breathing Lessons, 1988)
- Casi un santo (Saint Maybe, 1991)
- ¿Qué fue de Delia Grinstead? (Ladder of Years, 1995)
- A Patchwork Planet (1998)
- Cuando éramos mayores (Back When we were Grownups, 2001)
- El matrimonio amateur (The Amateur Marriage, 2004)
- Propios y extraños (Digging to America, 2006)
- La brújula de Noé (Noah's Compass, 2009)
- El hombre que dijo adiós (The Beginner's Goodbye, 2012)
- El hilo azul (A Spool of Blue Thread, 2015)
- Corazón de vinagre (Vinegar Girl, 2016)
- El baile del reloj (Clock Dance, 2018)
- Una sala llena de corazones rotos (Redhead by the Side of the Road, 2020)
- Historia de una trenza (French Braid, 2022)

### Libros infantiles
- Tumble Tower (1993), ilustrado por su hija Mitra Modarressi
- Timothy Tugbottom Says No! (2005), ilustrado por Mitra Modarressi.

### Otros relatos
Muchas de sus historias cortas fueron publicadas en The New Yorker, The Saturday Evening Post, Redbook, McCall's y Harper's Magazine, pero no aparecieron en forma de colección, algunas de estos relatos son:
- Average Waves in Unprotected Waters (1977)
- Teenage Wasteland  (1983)

## Obras adaptadas al cine y TV
- The Accidental Tourist (1988)
- Breathing Lessons (TV) (1994)
- Saint Maybe (TV) (1998)
- A Slipping-Down Life (1999)
- Earthly Possessions (TV) (1999)
- Back When We Were Grownups (TV) (2004)